# Infernal Runner
Infernal Runner ist ein Computerspiel des französischen Publishers Loriciels aus dem Jahre 1985, das hauptsächlich wegen seiner exzessiven Gewaltdarstellung bekannt wurde. Es erschien zunächst auf dem Commodore 64 (Autoren: Michel Koell und Yves Korta), anschließend wurde es von Eric Chahi (der später Another World und Heart of Darkness entwickelte) für den Schneider/Amstrad CPC konvertiert.

## Beschreibung
Das Spiel ist ein Jump ’n’ Run bzw. Plattformspiel. Es lässt sich auch dem Genre Survival Horror zuordnen, welches sich jedoch erst einige Jahre später fest etabliert hatte. Die Spielfigur befindet sich in einem großen, geschlossenen Gebäude, welches mit tödlichen Fallen versehen ist. Ziel des Spiels ist das Sammeln von verschiedenen Gegenständen, um aus dem Gebäude zu entfliehen.
Während das Gameplay von der Fachpresse bestenfalls als mittelmäßig bewertet wurde, wurden die Sterbeszenen der Spielfigur mit einem – im Rahmen der damaligen Computer-Leistungsfähigkeit – bis zu diesem Zeitpunkt einzigartigen Detailreichtum dargestellt. Den Schwierigkeitsgrad empfanden die meisten Spieler als zu hoch und den Spielumfang als zu niedrig. Dennoch erlangte das Spiel durch den makabren Inhalt eine gewisse Verbreitung.
In Deutschland wurde Infernal Runner 1987 von der BPjS indiziert (Bundesanzeiger Nr. 114 am 26. Juni 1987); die Indizierung endete im Mai 2012 mit Ablauf der gesetzlichen Frist.